# Arnaud d’Ossat

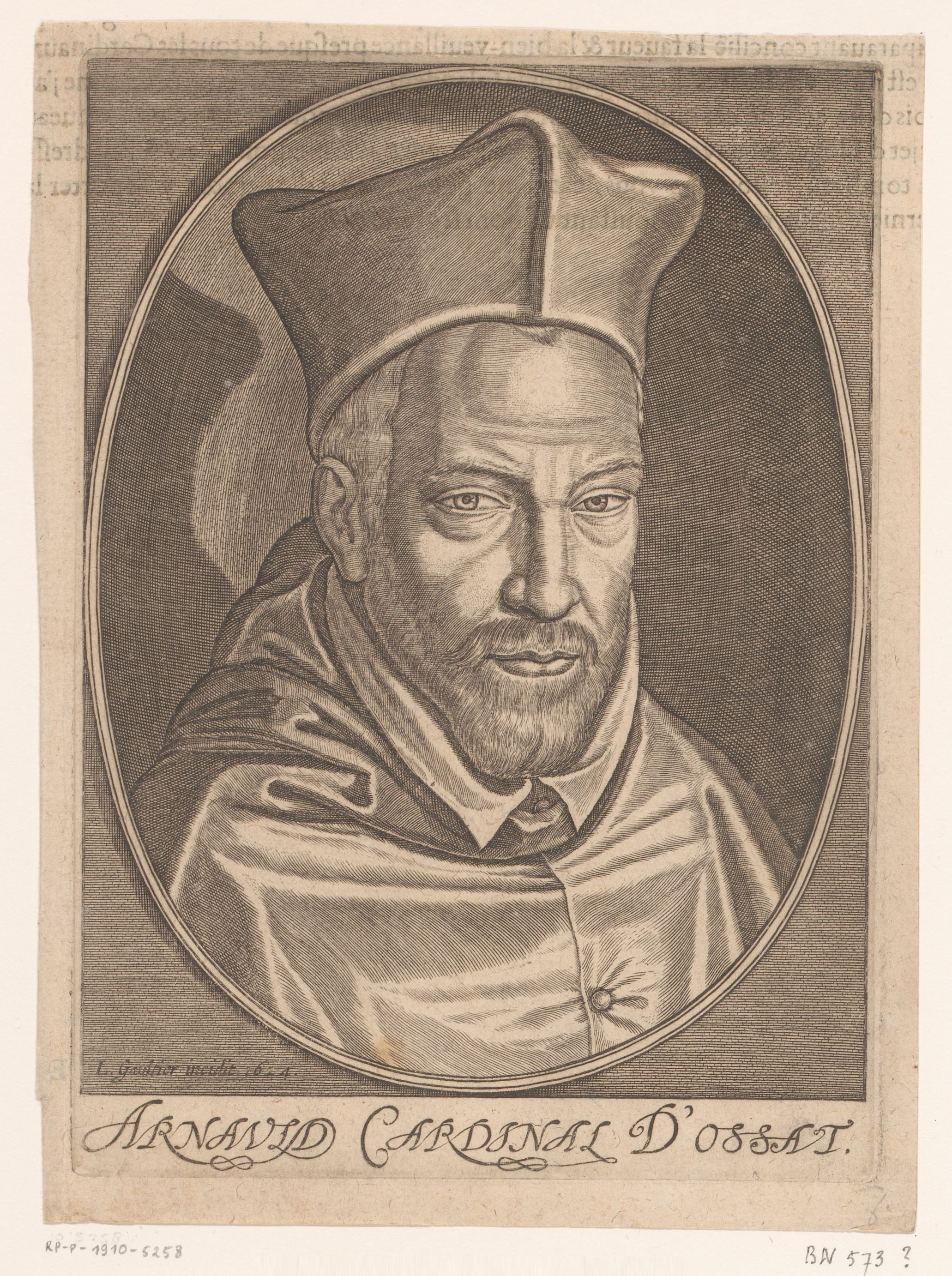
Kardinal Arnaud d’Ossat (Porträtstich von Leonard Gaultier, 1624)

Arnaud d’Ossat (* 20. Juli 1537 in Larroque; † 13. März 1604 in Rom) war ein französischer Kardinal, Diplomat und katholischer Bischof.

## Werdegang
Arnaud stammt aus einer einfachen Familie (sein Vater war Schmied) und konnte dank Beihilfen eines Adligen aus seiner Stadt in Auch, danach in Paris unter der Leitung des Humanisten Petrus Ramus Eloquenz und Philosophie studieren. Er setzte seine Studien in Bourges fort, wo er Rechtsvorlesungen unter der Leitung des Juristen Jacques Cujas besuchte.

In Paris traf er Paul de Foix-Carmain, den späteren Erzbischof von Toulouse, und trat 1572 in seinen Dienst. 1574 ging er mit seinem neuen Protektor nach Rom und 1580, als Paul de Foix-Carmaing Botschafter Frankreichs in Rom wurde, wurde er sein Sekretär und verteidigte ihn später gegen Vorwürfe der Sympathie für die Calvinisten. Er blieb auch nach dem Tod des Botschafters im Jahr 1584 in Rom und wurde dann Sekretär der Kardinalprotektoren Frankreichs, zunächst bei Luigi d’Este, dann bei François de Joyeuse. Im Jahr 1588 lehnte er die Ernennung von König Heinrich III. zum Außenminister ab.

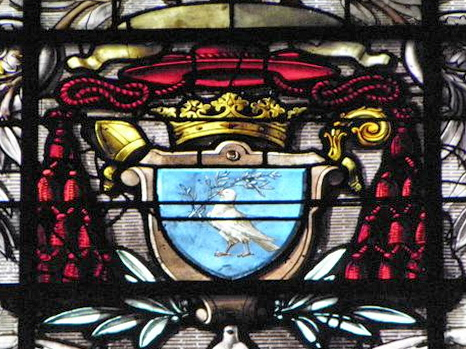
Kardinalswappen (Fenster der Kathedrale von Rennes)

Gegen Ende des Jahres kehrte er nach Frankreich zurück, nachdem Frankreich und der Kirchenstaat die diplomatischen Beziehungen nach der Ermordung von Kardinal Louis de Guise abgebrochen hatten.
1589 kehrte er nach Rom zurück und blieb dort, um den Frieden zwischen seinem Land und dem Kirchenstaat auszuhandeln, der am 19. September 1595 abgeschlossen wurde.
Am 9. September 1596 wurde er zum Bischof von Rennes ernannt und am 27. Oktober desselben Jahres in der Kirche San Marco in Rom geweiht, wo er als französischer Diplomat blieb. Er überredete Papst Clemens VIII. zu einer versöhnlichen Politik gegenüber dem frisch bekehrten Heinrich IV. von Frankreich, d. h. zur Annullierung seiner Ehe mit Margarete von Valois, zur Annahme seines Bündnisses mit den Ungläubigen Türkei und England und zur Verschiebung sowohl der Veröffentlichung der Dekrete des Konzils von Trient in Frankreich als auch der restriktiven Maßnahmen des Monarchen gegen die Jesuiten, die trotz des Wunsches des Papstes nicht ins Königreich durften.
Im Konsistorium vom 3. März 1599 kreierte Papst Clemens VIII. d’Ossat zum Kardinal. Am darauf folgenden 17. März wurde er als Kardinalpriester der Titelkirche Sant’Eusebio installiert.
Am 26. Juni 1600 wurde der Kardinal in die Diözese Bayeux versetzt. Arnaud d’Ossat starb nach kurzer Krankheit, bevor er die Verhandlungen über die Übergabe der Diözese an Jacques d'Angennes abgeschlossen hatte. Er wurde in der Kirche San Luigi dei Francesi in Rom beigesetzt.